# 三沙镇
三沙镇是中国福建省宁德市霞浦县下辖的一个镇。

## 行政区划
三沙镇共辖4个社区、27个行政村，分别是：
中心社区、五澳社区、东澳社区、西澳社区、中心村、五沃村、东沃村、西沃村、三沃村、三农村、金洋村、古镇村、烽火村、陇头村、东山村、浮山村、三坪村、石头鼻村、小皓村、蔡洋村、单斗村、古桶村、虞公亭村、东壁村、大路顶村、八斗村、二坑村、金鸡村、花竹村、青官司村、青官兰村。

## 语言
三沙镇通行闽南语（浙南闽语），是一块较大的闽南语方言岛。

## 人物
原国务院秘书长杜星垣为三沙镇人。